# Зингер, Алик Рубинович
Алик Рубинович Зингер — советский и американский модельер.

## Биография
Родился в СССР. Еврей.
Создавал костюмы для Большого театра и театра Станиславского.
Его частными клиентами во время работы в СССР были Муслим Магомаев, Тигран Петросян, Никита Михалков, Евгений Леонов, Сергей Бондарчук, Валерий Ободзинский и другие известные люди.
После отъезда в 1976 году из Советского Союза семья сначала обосновалась в Париже, а затем в Нью-Йорке, где открыла собственный бутик.
Родившемуся в Австрии сыну дал имя Рубин — в честь его деда, тоже Рубина Зингера (погиб во Флоренции в 1970-х годах), который создавал одежду для царской семьи, высших лиц советского государства (включая Сталина и Хрущёва) и социальной элиты.